# Engelbertstraße 13/15

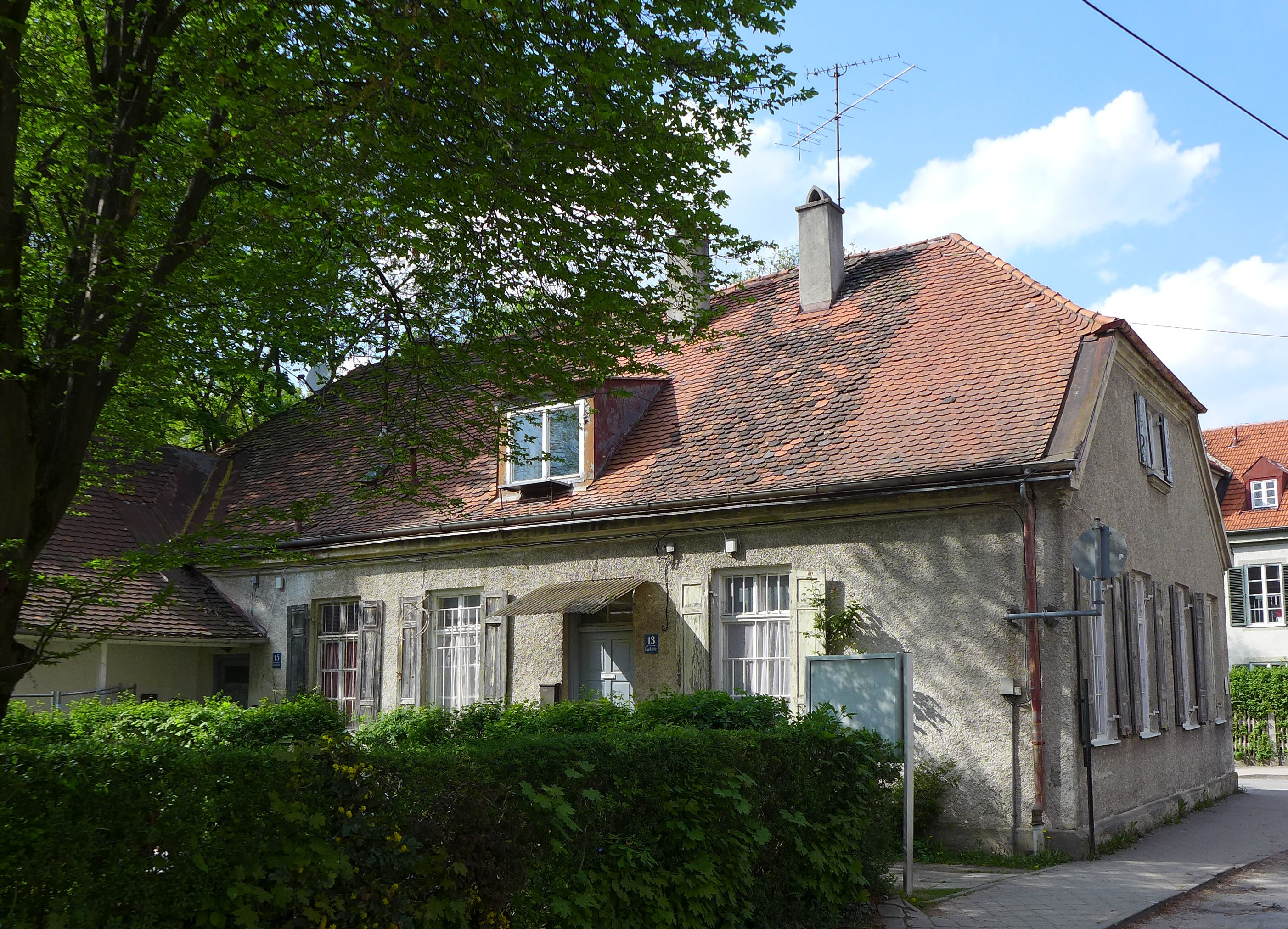
Gebäude Engelbertstraße 13/15 im Stadtteil Pasing von München

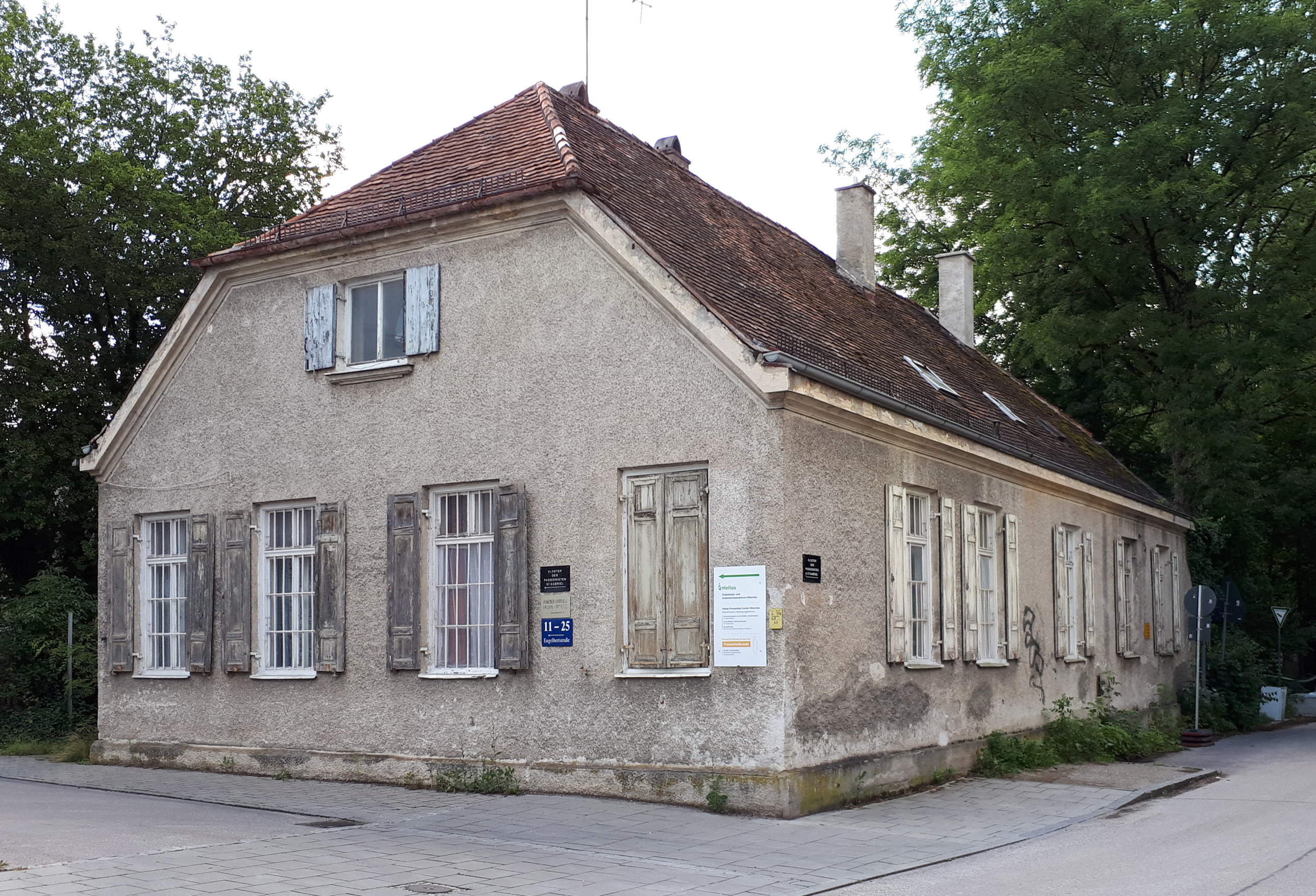
Nordwestseite

Das Gebäude Engelbertstraße 13/15 im Stadtteil Pasing der bayerischen Landeshauptstadt München wurde um 1860 errichtet. Das Wohnhaus ist ein geschütztes Baudenkmal.
Der eingeschossige Krüppelwalmdachbau mit rechtwinkligem Satteldachflügel ist ein ehemaliges Nebengebäude des Schlosses Gatterburg. Ein weiteres Nebengebäude (Engelbertstraße 17) wurde in den letzten Jahren abgerissen. 
Das Anwesen gehört zum Ensemble ehemaliger Ortskern Pasing.